# Koppel 66 – Haus für Kunst und Handwerk
Koppel 66, das Haus für Kunst & Handwerk befindet sich im Stadtteil St. Georg im Bezirk Hamburg-Mitte. Der Name des Gebäudes ist auch gleichzeitig die Adresse, ein zweiter Eingang befindet sich etwas zurückliegend an der Straße Lange Reihe. Das Gebäude beherbergt Werkstätten und Ateliers, Ausstellungsflächen, das Kunstforum der GEDOK und das Café Koppel.

## Verein
Die Gründung des Vereins Förderkreis Koppel 66 e.V. geht auf die private Initiative des Hamburger Restaurators Hans Dieter Rommeney zurück. Neugründung war im Jahr 1990. Die Koppel 66 sollte eine öffentlich subventionierte soziale und kultur-politisch wirksame Institution werden. Ziel des Vereins war vor allem, den Nachwuchs und die Kommunikation unter den Kunsthandwerkern zu fördern, günstige Räume für eine permanente Präsentation ihrer Arbeiten zu schaffen und der interessierten Öffentlichkeit einen leichten Zugang zu künstlerischen Werkstätten zu ermöglichen. Jeder Mieter und Untermieter wird automatisch Mitglied und ist verpflichtet, sich ehrenamtlich für alle Aufgaben und Belange, die zum Funktionieren der Künstlergemeinschaft gehören, einzusetzen. Dazu gehören die Auswahl der Mieter genauso wie die Betreuung der Sponsoren, Verwaltung, Organisation von Ausstellungen und Messen, Reparaturen am Gebäude und die Kommunikation mit den zuständigen Behörden – um nur einige zu nennen.

## Gebäude
Das Gebäude wurde 1924 als Maschinenfabrik erbaut. Es verfügt über zwei Eingänge – an der Koppel 66 und an der Langen Reihe 75. Ursprünglich diente es als Dreherei für den Maschinenbau, später als Fabrik und nach dem Krieg als Lager für die Firma 1000 Töpfe. Mittelpunkt ist der Treppenaufgang über zwei Etagen und darüber das Atrium aus Glas. Rund um den Treppenaufgang befinden sich die Ateliers und Werkstätten. Eröffnung war im Februar 1981. Das Gebäude ist als Gewerbebau in der Denkmalliste für Hamburg-Mitte unter der Nummer 13734 eingetragen, für den Entwurf ist Carl Plötz verantwortlich.

## Ateliers und Werkstätten

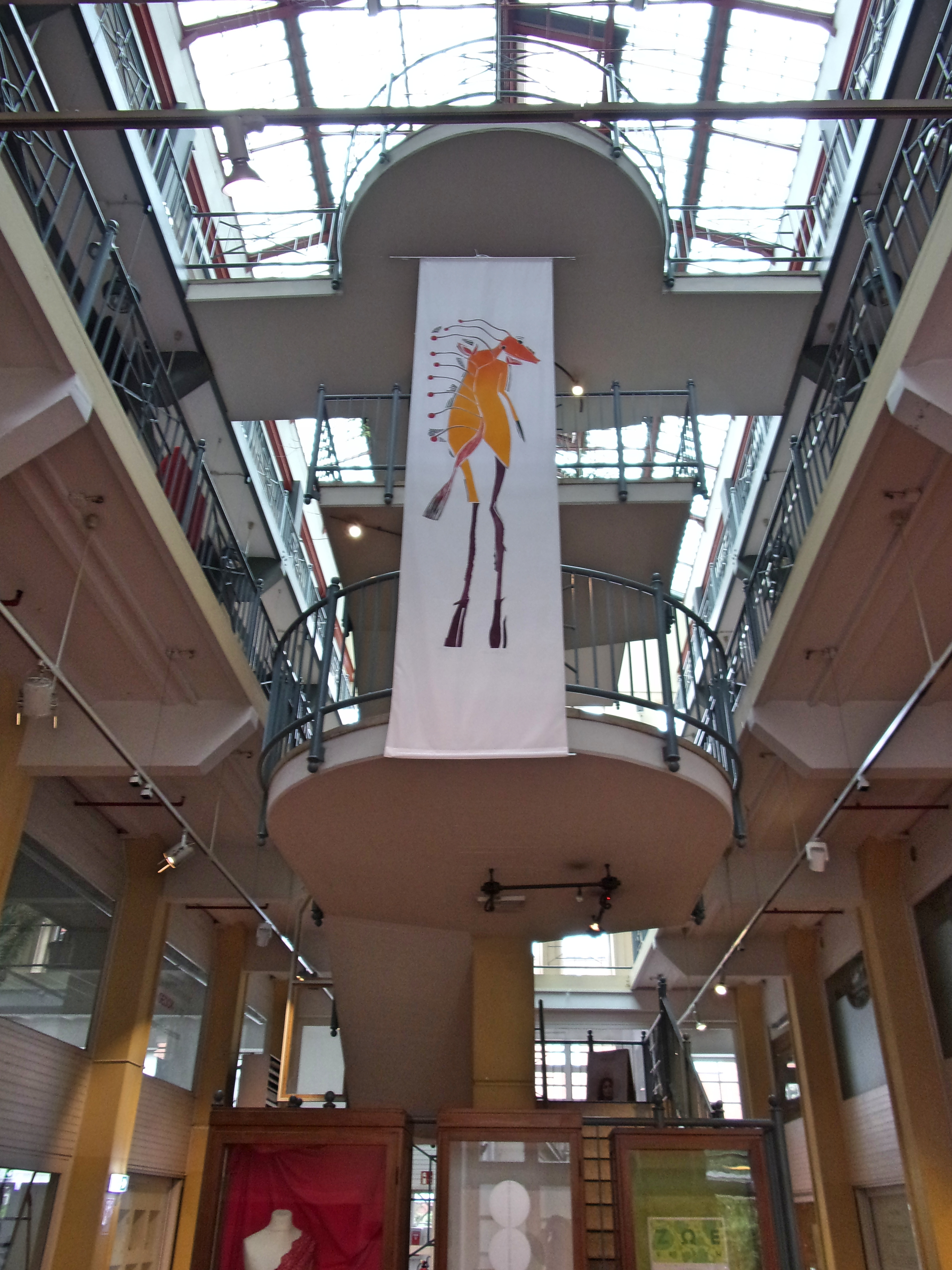
Haus für Kunst und Handwerk Innenansicht

Zurzeit arbeiten etwa 20 Künstler in Ateliers und Werkstätten, einige teilen sich auch die Räumlichkeiten. Angeboten werden Waren aus den Bereichen Grafik und Kunst, Textil, Holz, Leder, Schmuck und Seife. Der Schwerpunkt liegt bei Textilien und danach Schmuck. Die Mieter und natürlich auch die Waren wechseln von Zeit zu Zeit.

## Kunstforum GEDOK
Im Erdgeschoss befindet sich das Kunstforum GEDOK – Gemeinschaft der Künstlerinnen und Kunstfreundinnen/-freunde e.V. Gruppe Hamburg. Veranstaltet werden hauptsächlich Ausstellungen, Konzerte, Kammermusik, Poesie, Lyrik und Lesungen um nur die Schwerpunkte zu nennen. Die GEDOK wurde 1926 von Ida Dehmel – verheiratet mit dem Dichter und Schriftsteller Richard Dehmel und später Witwe – gegründet. Eine Tafel der Patriotischen Gesellschaft zu Ehren Ida Dehmels befindet sich am Gebäude Hamburger Hof am Jungfernstieg. Die Eheleute setzten sich besonders für die Rechte von Frauen ein. Als Jüdin wurde sie von den Nationalsozialisten verfolgt und am 29. September 1942 nahm sie sich das Leben.

## Messen
Zweimal jährlich finden im Gebäude Kunsthandwerker-Messen statt. Die große Advents-Messe an jedem Wochenende im Advent und die Frühjahrs-Messe an einem Wochenende zwischen April und Mai.

## Café Koppel
Das Café Koppel ist ein rein vegetarisches Café und befindet sich im Erdgeschoss, in den Sommermonaten auch draußen. Einmal monatlich finden hier Live-Konzerte bei meist freiem Eintritt statt.

## Sonstiges
Jährlich im Advent wird ein Preis für Kunsthandwerk ausgegeben. Regelmäßige Veranstaltungen sind Benefiz-Veranstaltungen, Konzerte und Workshops. Das Foyer und die Stockwerke können für kulturelle Veranstaltungen gemietet werden. Das Künstler- und Handwerker-Kollektiv setzt auf Design und hohe Qualität als Gegenstück zum Massenkonsum, die Werkstätten und Ateliers stehen dem Publikum während der Öffnungszeiten zur Verfügung.